# Миколаїв (Ніжинський район)
Микола́їв (МФА: [mɪkoˈɫɑjɪu̯] ( прослухати)) — село в Україні, у Бобровицькій міській громаді Ніжинського району Чернігівської області.

## Історія
На мапі Шуберта 1869 року територія села не заселена.
1924 року хутір Миколаїв належав до Новобасанського району і в ньому проживало 798 осіб. 1926 року - 878 мешканців.  На мапі 1941 - хутори Миколаївські, що мали 173 двори. 1946 р. - село, центр Миколаївської сільської ради. Яка катастрофічна деградація  відбулась після Другої світової війни - питання до дослідників. 
12 червня 2020 року, відповідно до розпорядження Кабінету Міністрів України № 730-р «Про визначення адміністративних центрів та затвердження територій територіальних громад Чернігівської області», увійшло до складу Бобровицької міської громади.
19 липня 2020 року, в результаті адміністративно-територіальної реформи та ліквідації Бобровицького району, увійшло до складу Ніжинського району Чернігівської області.

## Населення

### Мова
Розподіл населення за рідною мовою за даними перепису 2001 року:
| Мова       | Кількість | Відсоток |
| ---------- | --------- | -------- |
| українська | 114       | 99.13%   |
| російська  | 1         | 0.87%    |
| Усього     | 115       | 100%     |